# كارولين إس. فاغنر
كارولين إس. فاغنر (بالإنجليزية: Caroline S. Wagner)‏ هي طبيبة أمريكية، ولدت في 1955.